# Andrij Mikolajovics Sevcsenko
Andrij Mikolajovics Sevcsenko legtöbbször Andrij Sevcsenko (ukrán betűkkel: Андрій Миколайович Шевченко; Dvirkivscsina, 1976. szeptember 29.) ukrán labdarúgó, labdarúgóedző.
Sevcsenko mind egyénileg, mind csapataival rengeteg címet gyűjtött be, ezek közül is kiemelkedik a 2004-ben megszerzett Aranylabda (melyet Oleh Blohin és Ihor Belanov után harmadik ukrán nemzetiségűként nyert meg), illetve az AC Milan csapatával begyűjtött 2003-as Bajnokok Ligája-elsőség. Ukrán, olasz és angol klubjaival sok más egyéb trófeát is sikerült megszereznie.
Sevcsenko 48 góllal az ukrán válogatott történetének legeredményesebb játékosa. Kapitányként a legjobb nyolc csapat közé vezette országát a 2006-os világbajnokságon, ahol a későbbi győztes olasz válogatott parancsolt megálljt nekik.
2016. július 15-től 2021. augusztus 1-ig az ukrán labdarúgó válogatott szövetségi kapitánya volt.

## Gyermekkora
1986 áprilisában felrobbant a csernobili atomerőmű egyik reaktora. Az ekkor 9 éves Sevcsenkót és családját a veszélyeztetett terület összes lakójával a Fekete-tenger partjára menekítették, hogy elkerüljék a sugárbetegséget. Sevcsenko kiskorában bokszolni kezdett, szerepelt is a junior ligában, de később a futball mellé tette le a voksát.

## Pályafutása

### Dinamo Kijev
1986-ban Sevcsenko jelentkezett egy kijevi sportiskolába, ahol labdavezetésből megbuktatták. Óriási szerencséjére azonban a Dinamo Kijev egyik tehetségkutatója kiszúrta őt egy ifjúsági focitornán, és magával vitte a klubhoz. Négy évvel később Sevcsenko részt vett a Dinamo csapatával a 14 éven aluli csapatok számára kiírt Ian Rush-kupán (ma Wales-i Szuper Kupa); ő lett a torna gólkirálya, a díj pedig Rush egyik pár cipője volt, melyet a Liverpool gólvágója személyesen adott át neki.
Az 1992-93-as szezonban Sevcsenko a Dinamo-2 (a Dinamo tartalékcsapata) házi gólkirálya lett 20 góllal. Az első csapatban 1994. október 20-án mutatkozott be, és a 94-95-ös szezon során a bajnokságban, a kupában és az európai kupaporondon is megszerezte első gólját. Az igazi áttörés az 1997-98-as szezon során következett be: a Dinamo Kijev hazai pályán 3-0-ra, a Nou Campban pedig 4-0-ra győzte le a spanyol FC Barcelonát a Bajnokok Ligája csoportkörében. Seva a barcelonai mérkőzésen volt igazán aktív, ahol egy félidő alatt 3 gólt szerzett, és egy csapásra az európai sportlapok címoldalán találta magát. Egy évvel később az ukrán sztárcsapat, többek között az Arsenalt és a címvédő Real Madridot kiejtve, az elődöntőig menetelt, ahol a német Bayern München állította meg őket. Sevcsenko a szezon során 11 gólt szerzett a BL-ben, amivel megszerezte első BL-gólkirályi címét. Ekkor már sejteni lehetett, hogy nem sokáig marad Kijevben, ugyanis rengeteg nagycsapat próbálta leigazolni. Sevcsenko a Dinamo színeiben öt év alatt öt bajnoki címet és három kupát nyert.

### AC Milan

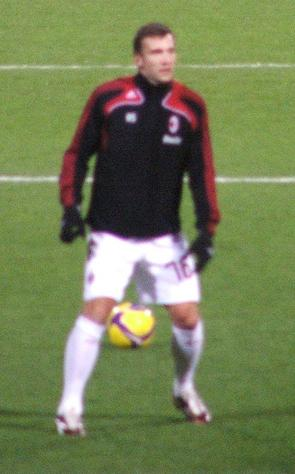
Sevcsenko a Milan játékosaként

Sevcsenko 1999-ben, 25 millió dollárért csatlakozott az akkor még csak ötszörös BL-győztes AC Milan-hoz. Első Serie A mérkőzését 1999. augusztus 28-án játszotta az US Lecce ellen idegenben, melyen gólt is szerzett. A mérkőzés 2–2-es döntetlennel zárult. Első idényében 24 gólt szerzett 32 meccsen, ezzel ő lett a Serie A gólkirálya, és az első külföldi játékos, aki első szezonjában véghez tudta ezt vinni a bajnokságban. A következő 2 szezonban 34 gólt lőtt 51 meccsen majd 17-et 38 meccsen, de a csapat nem szerzett semmilyen trófeát. A 2000–2001-es szezonban 9 góllal újra a BL gólkirálya lett, bár a Milannal nem sikerült továbbjutnia a második csoportkörből. 2001–2002-ben az UEFA-Kupa elődöntőjében a német Dortmund állította meg a piros-feketéket. Ugyanebben a szezonban a Juventus elleni, 1-1-gyel zárult rangadón lőtte pályafutása egyik legnagyobb gólját: a félpályáról indulva több Juventus-játékost is kicselezett, majd 20 méterről a hosszú felső sarokba emelt.
A 2002–2003-as szezon rémálomszerűen indult Seva számára: a Slovan Liberec elleni BL-selejtezőn térdsérülést szenvedett, hónapokat kellett emiatt kihagynia. A piros-feketék ekkoriban bombaerős támadósorral rendelkeztek, Sevcsenkón kívül Filippo Inzaghi, Jon-Dahl Tomasson és Rivaldo is a csatár-szekciót erősítette. Sérülése után nem sikerült egyből visszanyernie a régi formáját, a szezon során 24 mérkőzésen, többnyire csereként lépett pályára, és mindössze 5 gólt lőtt. A Bajnokok Ligájában azonban sorsdöntő gólokat szerzett: a csoportkörben az ő góljával győzték le a Real Madridot 1-0-ára, a negyeddöntőben az Ajax elleni 3-2-es visszavágón ő fejelte a második gólt, az elődöntőben pedig ugyancsak az ő góljával végeztek 1-1-re a városi rivális Internazionale ellen, mellyel bejutottak a döntőbe, ahol egy másik olasz csapat, a Juventus várt rájuk. Sevcsenko a döntőben is szerzett egy gólt, melyet a játékvezető les miatt nem adott meg. A mérkőzés 0-0-s döntetlennel zárult, a tizenegyespárbajban pedig Seva (a 3 büntetőt kivédő Nelson Dida mellett) hőssé avanzsált: az ő büntetője azt jelentette, hogy a piros-feketék 1994 után újra megnyerték a Bajnokok Ligáját. Sevcsenko később ezt a döntő 11-est választotta saját karrierje legszebb és legfontosabb góljának. Ő lett az első ukrán labdarúgó, akinek sikerült diadalmaskodnia az első számú európai klubtornán. A szezon során még egy Olasz Kupát is begyűjtött a csapattal.
A 2003–2004-es szezonban újra a régi Sevcsenkót láthatta a Milan szurkolótábora: egyenletes teljesítménnyel újra megszerezte a Serie A gólkirályi címét (ugyanúgy 24 góllal, mint 2000-ben), mellyel oroszlánrészt vállalt a bajnoki cím elhódításából. A nemzetközi kupaporondon nem sikerült az újabb diadal: bár az Európai Szuperkupát elhódította a Milan (a Porto elleni 1-0-ával zárult mérkőzésen "természetesen" Sevcsenko talált be), a spanyol Deportivo a San Siroban elszenvedett 4-1-es vereség után hazai pályán 4-0-ra ütötte ki a címvédő olaszokat. Pár héttel később az AS Roma elleni bajnokit 1-0-ára megnyerte a Milan, és elhódította története 17. bajnoki címét.
Sevcsenko 2004 őszén ugyanott folytatta, ahol tavasszal abbahagyta: az Olasz Szuperkupa-döntőn a Lazio ellen mesterhármast szerzett, a Milan pedig 3-0-ra nyert. Az ősz folyamán végig óriási formában futballozott az ukrán csatár, a Siena elleni bajnokin megszerezte 100. Milan-gólját és a zseniális játéknak meglett az eredménye: az év végi Aranylabda-szavazáson meggyőző fölénnyel az ukrán csatár végzett az első helyen. A brazil legenda, Pelé beválasztotta őt a 100 legkiválóbb ma is élő labdarúgó közé. 2005 elején előbb arc-, majd combsérülést szenvedett, emiatt pár hetet kihagyott. Visszatérése után szinte egymaga ejtette ki az Intert a Bajnokok Ligája negyeddöntőjében, és fontos gólt lőtt a PSV elleni elleni elődöntőben is. A Milan 2003 után ismét bejutott a döntőbe, ahol viszont egy fordulatos és emlékezetes mérkőzésen, 3-0-s vezetés után 3-3-ra végeztek az angol Liverpoollal, a tizenegyespárbajt pedig az angol klub nyerte. Seva az első félidőben újra szerzett egy gólt, és akárcsak két évvel ezelőtt, ezt sem adta meg a játékvezető. A hosszabbításban elhibázott egy óriási helyzetet, és végül ő rontotta el az utolsó büntetőt, ami a Milan vereségét jelentette. A bajnokságban is az ezüstérmet szerezte meg a csapat a Juventus mögött.
2005 őszán a bajnokságban is megszerezte 100. gólját, majd 2006. február 8-án a Milan történetének második legeredményesebb játékosa lett Gunnar Nordahl mögött, miután betalált a Treviso ellen. A bajnokságban, óriási versenyfutást követően újra második helyezett lett a Milannal (ezúttal is a Juventus mögött), a BL-ben pedig az elődöntőben esett ki a később győztes FC Barcelona ellen. Sevcsenko 9 góllal megszerezte pályafutása harmadik BL-gólkirályi címét.

### Chelsea
2004 nyarán olyan hírek kaptak szárnyra, hogy a londoni Chelsea tulajdonosa, Roman Abramovics 85 millió fontot, és Hernán Crespo-t ajánl az AC Milannak Sevcsenkoért cserébe. A játékos azt nyilatkozta, hogy nem akarja elhagyni a klubot; legenda szeretne lenni a Milannál, mint Franco Baresi vagy Paolo Maldini.
Két évvel ezután azonban, 2006. május 11-én Sevcsenko bejelentette: kész elhagyni a milánói csapatot, hogy a Premier League-bajnokokhoz csatlakozzon. 2006. május 14-én a Roma elleni rangadó első félidejét a szurkolókkal együtt nézte a lelátóról, két héttel később pedig már Chelsea játékos lett. A játékosért cserébe 50 millió eurót fizetett a londoni csapat. A kékeknél a 7-es mezt kapta.

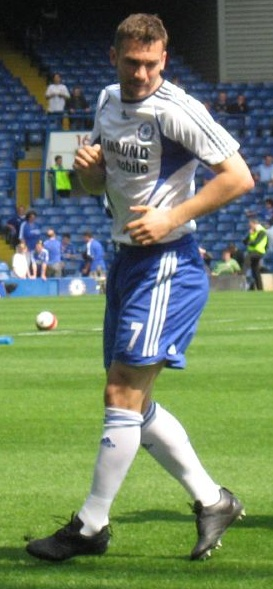
Chelsea mezben

2006. augusztus 13-án debütált az FA Community Shield-ben a Liverpool ellen. Gólt szerzett, csapata azonban 2–1-es vereséget szenvedett. Augusztus 23-án megszerezte első Premier League gólját a Middlesbrough ellen. A szezonban szórványosan volt csak eredményes, viszont döntő pillanatokban tudott gólokat szerezni (az FC Porto és a Valencia ellen egyenlítőket a Bajnokok Ligájában, vagy a Tottenham Hotspur ellen az FA Kupában, ami minden esetben továbbjutást eredményezett). Első szezonja rövid lett számára különböző sérülések miatt; nem játszhatott a Bajnokok Ligája elődöntőjében a Liverpool ellen, sem az FA Kupa-döntőben a Manchester United ellen 2007. május 19-én az új Wembley stadionban.
A 2007–2008-as szezon előtt az AC Milan bejelentette, készek visszavásárolni korábbi játékosukat, ráadásul a Dinamo Kijev is érdeklődött iránta.
A 2007–2008-as idényben a Blackburn Rovers ellen, a sérült Didier Drogba helyett lépett pályára a 6. fordulóban szeptember 15-én. Első gólját az új szezonban a Rosenborg ellen szerezte a Bajnokok Ligájában három nappal később, szeptember 18-án. Legjobb mérkőzését Chelsea színekben vitathatatlanul az Aston Villa ellen játszotta 2007. december 26-án: kétszer volt eredményes, egy harmadik gólt előkészített, és őt választották meg a Mérkőzés emberének is.
Utolsó gólját a Chelsea színeiben, a 2007-2008-as szezon utolsó fordulójában, 2008. május 11-én a Bolton Wanderers elleni mérkőzés 61. percében szerezte, mely végül 1-1-es döntetlennel zárult. Ebben a szezonban 17 mérkőzésen lépett pályára a bajnokságban és 5 gólt szerzett. Utolsó mérkőzését a kékek játékosaként 2008. augusztus 3-án, a 2008-2009-es szezon utolsó előkészületi mérkőzésén, volt csapata, az AC Milan ellen játszotta. A mérkőzés végül 5-0-s győzelemmel zárult a Chelsea javára.

### Statisztika
| Szezon           | Klub               | Bajnokság        | League          | League   | Kupa            | Kupa  | Európai         | Európai | Egyéb           | Egyéb | Összesen        | Összesen |
| Szezon           | Klub               | Bajnokság        | Pályára lépések | Gólokkal | Pályára lépések | Gólok | Pályára lépések | Gólok   | Pályára lépések | Gólok | Pályára lépések | Gólok    |
| ---------------- | ------------------ | ---------------- | --------------- | -------- | --------------- | ----- | --------------- | ------- | --------------- | ----- | --------------- | -------- |
| 1992–93          | Dinamo-2 Kijiv     | First League     | 6               | 0        | -               | -     | -               | -       | -               | -     | 6               | 0        |
| 1993–94          | Dinamo-2 Kijiv     | First League     | 31              | 12       | 1               | 0     | -               | -       | -               | -     | 32              | 12       |
| 1994–95          | Dinamo-2 Kijiv     | First League     | 13              | 4        | 4               | 5     | -               | -       | -               | -     | 17              | 9        |
| 1996–97          | Dinamo-2 Kijiv     | First League     | 1               | 0        | -               | -     | -               | -       | -               | -     | 1               | 0        |
| 1994–95          | Dinamo Kijiv       | Premier League   | 17              | 1        | 4               | 1     | 2               | 1       | -               | -     | 23              | 3        |
| 1995–96          | Dinamo Kijiv       | Premier League   | 31              | 16       | 5               | 1     | 2               | 2       | -               | -     | 38              | 19       |
| 1996–97          | Dinamo Kijiv       | Premier League   | 20              | 6        | -               | -     | -               | -       | -               | -     | 20              | 6        |
| 1997–98          | Dinamo Kijiv       | Premier League   | 23              | 19       | 8               | 7     | 10              | 6       | -               | -     | 41              | 33       |
| 1998–99          | Dinamo Kijiv       | Premier League   | 26              | 18       | 4               | 5     | 14              | 10      | -               | -     | 44              | 33       |
| 1999–00          | Milan              | Serie A          | 32              | 24       | 4               | 4     | 6               | 1       | 1               | 0     | 43              | 29       |
| 2000–01          | Milan              | Serie A          | 34              | 24       | 3               | 1     | 14              | 9       | -               | -     | 51              | 34       |
| 2001–02          | Milan              | Serie A          | 29              | 14       | 3               | 0     | 6               | 3       | -               | -     | 38              | 17       |
| 2002–03          | Milan              | Serie A          | 24              | 5        | 4               | 1     | 11              | 4       | -               | -     | 39              | 10       |
| 2003–04          | Milan              | Serie A          | 32              | 24       | 1               | 0     | 10              | 4       | 2               | 0     | 45              | 28       |
| 2004–05          | Milan              | Serie A          | 29              | 17       | -               | -     | 10              | 6       | 1               | 3     | 40              | 26       |
| 2005–06          | Milan              | Serie A          | 28              | 19       | -               | -     | 12              | 9       | -               | -     | 40              | 28       |
| 2006–07          | Chelsea            | Premier League   | 30              | 4        | 6               | 3     | 10              | 3       | 5               | 4     | 51              | 14       |
| 2007–08          | Chelsea            | Premier League   | 17              | 5        | 1               | 0     | 5               | 1       | 2               | 3     | 25              | 9        |
| 2008–09          | Milan (kölcsönben) | Serie A          | 18              | 0        | 1               | 1     | 7               | 1       | -               | -     | 26              | 2        |
| 2009–10          | Chelsea            | Premier League   | 1               | 0        | -               | -     | -               | -       | -               | -     | 1               | 0        |
| 2009–10          | Dinamo Kijiv       | Premier League   | 21              | 7        | 2               | 0     | 6               | 1       | -               | -     | 29              | 8        |
| 2010–11          | Dinamo Kijiv       | Premier League   | 18              | 10       | 2               | 1     | 12              | 5       | -               | -     | 32              | 16       |
| 2011–12          | Dinamo Kijiv       | Premier League   | 16              | 6        | 1               | 0     | 5               | 0       | -               | -     | 22              | 6        |
| Dynamo           | Dynamo             | Dynamo           | 172             | 83       | 26              | 16    | 51              | 25      | -               | -     | 249             | 124      |
| Dynamo-2         | Dynamo-2           | Dynamo-2         | 51              | 16       | 5               | 5     | -               | -       | -               | -     | 56              | 21       |
| Milan            | Milan              | Milan            | 226             | 127      | 16              | 7     | 76              | 38      | 4               | 3     | 322             | 175      |
| Chelsea          | Chelsea            | Chelsea          | 48              | 9        | 7               | 3     | 15              | 4       | 7               | 6     | 77              | 22       |
| Karrier összesen | Karrier összesen   | Karrier összesen | 497             | 235      | 54              | 31    | 142             | 67      | 11              | 9     | 704             | 342      |

## A válogatottban

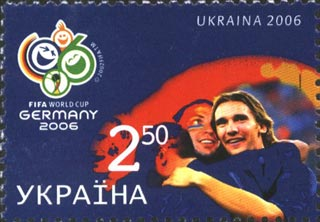
Sevcsenko egy, a 2006-os világbajnokság alatt kiadott bélyegen

Sevcsenko az ukrán válogatott csapatkapitánya, valamint a legtöbb góllal rendelkező játékos (eddig összesen 33 gólt lőtt Ukrajna színeiben). 1995. március 25-én debütált Horvátország ellen.
A 2006-os labdarúgó világbajnokságon 474 percet játszott, és 2 gólt szerzett. Válogatottja a negyeddöntőben, Olaszország ellen esett ki.
A 2008-as Eb selejtezőjében háromszor volt eredményes: Franciaország, Skócia és Olaszország ellen. Az ukránok azonban nem jutottak ki a svájci-osztrák rendezésű bajnokságra.

### A válogatottban
| Ukrajna  | Ukrajna         | Ukrajna |
| Év       | Pályára lépések | Gólok   |
| -------- | --------------- | ------- |
| 1995     | 2               | 0       |
| 1996     | 2               | 1       |
| 1997     | 8               | 4       |
| 1998     | 6               | 1       |
| 1999     | 9               | 2       |
| 2000     | 5               | 5       |
| 2001     | 7               | 6       |
| 2002     | 3               | 0       |
| 2003     | 8               | 3       |
| 2004     | 6               | 4       |
| 2005     | 6               | 2       |
| 2006     | 9               | 5       |
| 2007     | 8               | 3       |
| 2008     | 7               | 3       |
| 2009     | 8               | 4       |
| 2010     | 6               | 2       |
| 2011     | 5               | 1       |
| 2012     | 6               | 2       |
| összesen | 111             | 48      |

### Válogatottbeli góljai
(2012. június 12. szerint)
| #   | Dátum                | Helyszín                  | Ellenfél         | Gól | Eredmény | Kiírás                             |
| --- | -------------------- | ------------------------- | ---------------- | --- | -------- | ---------------------------------- |
| 1.  | 1996. május 1.       | Samsun, Törökország       | Törökország      | 3–2 | V        | barátságos mérkőzés                |
| 2.  | 1997. április 2.     | Kijev, Ukrajna            | Észak-Írország   | 2–1 | Gy       | 1998-as vb-selejtező               |
| 3.  | 1997. május 7.       | Kijev, Ukrajna            | Örményország     | 1–1 | D        | 1998-as vb-selejtező               |
| 4.  | 1997. október 11.    | Jereván, Örményország     | Örményország     | 0–2 | Gy       | 1998-as vb-selejtező               |
| 5.  | 1997. november 15.   | Kijev, Ukrajna            | Horvátország     | 1–1 | D        | 1998-as vb-selejtező rájátszás     |
| 6.  | 1998. július 15.     | Kijev, Ukrajna            | Lengyelország    | 1–2 | V        | barátságos mérkőzés                |
| 7.  | 1999. október 9.     | Moszkva, Oroszország      | Oroszország      | 1–1 | D        | 2000-es Eb-selejtező               |
| 8.  | 1999. november 13.   | Ljubljana, Szlovénia      | Szlovénia        | 2–1 | V        | 2000-es Eb-selejtező rájátszás     |
| 9.  | 2000. április 26.    | Szófia, Bulgária          | Bulgária         | 0–1 | Gy       | barátságos mérkőzés                |
| 10. | 2000. szeptember 2.  | Kijev, Ukrajna            | Lengyelország    | 1–3 | V        | 2002-es vb-selejtező               |
| 11. | 2000. október 7.     | Jereván, Örményország     | Örményország     | 2–3 | Gy       | 2002-es vb-selejtező               |
| 12. | 2000. október 7.     | Jereván, Örményország     | Örményország     | 2–3 | Gy       | 2002-es vb-selejtező               |
| 13. | 2000. október 11.    | Oslo, Norvégia            | Norvégia         | 0–1 | Gy       | 2002-es vb-selejtező               |
| 14. | 2001. március 28.    | Cardiff, Wales            | Wales            | 1–1 | D        | 2002-es vb-selejtező               |
| 15. | 2001. szeptember 1.  | Minszk, Fehéroroszország  | Fehéroroszország | 0–2 | Gy       | 2002-es vb-selejtező               |
| 16. | 2001. szeptember 1.  | Minszk, Fehéroroszország  | Fehéroroszország | 0–2 | Gy       | 2002-es vb-selejtező               |
| 17. | 2001. szeptember 5.  | Lviv, Ukrajna             | Örményország     | 3–0 | Gy       | 2002-es vb-selejtező               |
| 18. | 2001. október 6.     | Chorzów, Lengyelország    | Lengyelország    | 1–1 | D        | 2002-es vb-selejtező               |
| 19. | 2001. november 14.   | Dortmund, Németország     | Németország      | 4–1 | V        | 2002-es vb-selejtező rájátszás     |
| 20. | 2003. június 7.      | Lviv, Ukrajna             | Örményország     | 4–3 | Gy       | 2004-es Eb-selejtező               |
| 21. | 2003. június 7.      | Lviv, Ukrajna             | Örményország     | 4–3 | Gy       | 2004-es Eb-selejtező               |
| 22. | 2003. szeptember 10. | Elche, Spanyolország      | Spanyolország    | 2–1 | V        | 2004-es Eb-selejtező               |
| 23. | 2004. október 9.     | Kijev, Ukrajna            | Görögország      | 1–1 | D        | 2006-os vb-selejtező               |
| 24. | 2004. október 13.    | Lviv, Ukrajna             | Grúzia           | 2–0 | Gy       | 2006-os vb-selejtező               |
| 25. | 2004. november 17.   | Isztambul, Törökország    | Törökország      | 0–3 | Gy       | 2006-os vb-selejtező               |
| 26. | 2004. november 17.   | Isztambul, Törökország    | Törökország      | 0–3 | Gy       | 2006-os vb-selejtező               |
| 27. | 2005. június 4.      | Kijev, Ukrajna            | Kazahsztán       | 2–0 | Gy       | 2006-os vb-selejtező               |
| 28. | 2005. október 8.     | Dnyipropetrovszk, Ukrajna | Albánia          | 2–2 | D        | 2006-os vb-selejtező               |
| 29. | 2006. június 8.      | Luxembourg, Luxemburg     | Luxemburg        | 0–3 | Gy       | barátságos mérkőzés                |
| 30. | 2006. június 19.     | Hamburg, Németország      | Szaúd-Arábia     | 0–4 | Gy       | 2006-os vb                         |
| 31. | 2006. június 23.     | Berlin, Németország       | Tunézia          | 1-0 | Gy       | 2006-os vb                         |
| 32. | 2006. szeptember 6.  | Kijev, Ukrajna            | Grúzia           | 3–2 | Gy       | 2008-as Eb-selejtező               |
| 33. | 2006. október 11.    | Kijev, Ukrajna            | Skócia           | 2–0 | Gy       | 2008-as Eb-selejtező               |
| 34. | 2007. szeptember 12. | Kijev, Ukrajna            | Olaszország      | 1–2 | V        | 2008-as Eb-selejtező               |
| 35. | 2007. október 13.    | Glasgow, Skócia           | Skócia           | 3–1 | V        | 2008-as Eb-selejtező               |
| 36. | 2007. november 21.   | Kijev, Ukrajna            | Franciaország    | 2–2 | D        | 2008-as Eb-selejtező               |
| 37. | 2008. március 26.    | Kijev, Ukrajna            | Szerbia          | 2–0 | Gy       | barátságos mérkőzés                |
| 38. | 2008. szeptember 6.  | Lviv, Ukrajna             | Fehéroroszország | 1-0 | Gy       | 2010-es vb-selejtező               |
| 39. | 2008. szeptember 10. | Almati, Kazahsztán        | Kazahsztán       | 1-3 | Gy       | 2010-es vb-selejtező               |
| 40. | 2009. április 1.     | London, Anglia            | Anglia           | 2-1 | V        | 2010-es vb-selejtező               |
| 41. | 2009. június 6.      | Zágráb, Horvátország      | Horvátország     | 2-2 | D        | 2010-es vb-selejtező               |
| 42. | 2009. szeptember 5.  | Kijev, Ukrajna            | Andorra          | 5-0 | Gy       | 2010-es vb-selejtező               |
| 43. | 2009. október 14.    | La Vella, Andorra         | Andorra          | 0-6 | Gy       | 2010-es vb-selejtező               |
| 44. | 2011. május 25.      | Harkiv, Ukrajna           | Litvánia         | 4–0 | Gy       | barátságos mérkőzés                |
| 45. | 2011. május 25.      | Harkiv, Ukrajna           | Litvánia         | 4–0 | Gy       | barátságos mérkőzés                |
| 46. | 2011. október 7.     | Kijev, Ukrajna            | Bulgária         | 3-0 | Gy       | barátságos mérkőzés                |
| 47. | 2012. június 11.     | Kijev, Ukrajna            | Svédország       | 2–1 | Gy       | 2012-es labdarúgó-Európa-bajnokság |
| 48. | 2012. június 11.     | Kijev, Ukrajna            | Svédország       | 2–1 | Gy       | 2012-es labdarúgó-Európa-bajnokság |

Magyarázat: Gy = Győzelem, D = Döntetlen, V = Vereség

## Díjai

### Csapattal
- Dinamo Kijiv
  - Ukrán bajnok: 1994–95, 1995–96, 1996–97, 1997–98, 1998–99
  - Ukránkupa-győztes: 1996, 1998, 1999
- AC Milan
  - Olasz bajnok: 2003–04
  - Olaszkupa-győztes: 2002–03
  - Olasz szuperkupa-győztes: 2004
  - UEFA-bajnokok ligája-győztes: 2003
  - UEFA-szuperkupa-győztes: 2003
- Chelsea FC
  - Angol ligakupa-győztes: 2007
  - FA Kupa-győztes : 2007

### Egyénileg
- Gólkirály az ukrán bajnokságban: 1998–99
- Gólkirály a Serie A-ban: 1999–2000, 2003–04
- Aranylabdás: 2004
  - 3. helyezett: 1999, 2000
  - 4. helyezett: 2003
  - 5. helyezett: 2005
  - 8. helyezett: 2001
  - Jelölt: 1998, 2006
- Az év labdarúgója
  - 3. helyezett: 2004
  - 5. helyezett: 2000
  - 6. helyezett: 2005
  - 7. helyezett: 1999
  - 9. helyezett: 2001
  - 10. helyezett: 2003
  - 21. helyezett: 2006
- UEFA-bajnokok ligája gólkirály: 1998–99, 2000–01, 2005–06
- Az év labdarúgója Ukrajnában: 1997, 1999, 2000, 2001, 2004, 2005
- UEFA-bajnokok ligája Legjobb csatár: 1998–99
- Az év külföldi játékosa a Serie A-ban: 2000
- A FIFA 100 tagja
- Az ukrán válogatott gólkirálya

## Edzői statisztika
2022. január 15-én lett frissítve.
| Csapat   | Nemzet   | –tól              | –ig                | Mérleg     | Mérleg | Mérleg | Mérleg | Mérleg |
| M        | GY       | D                 | V                  | Győzelem % |        |        |        |        |
| -------- | -------- | ----------------- | ------------------ | ---------- | ------ | ------ | ------ | ------ |
| Ukrajna  | ukrán    | 2016. július 15.  | 2021. augusztus 1. | 52         | 25     | 13     | 14     | 48.98  |
| Genoa    | olasz    | 2021. november 7. | 2022. január 15.   | 11         | 1      | 3      | 7      | 9.09   |
| összesen | összesen | összesen          | összesen           | 63         | 26     | 16     | 21     | 41.27  |

## Magánélete

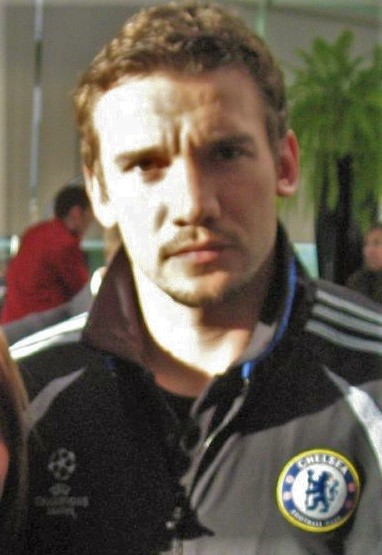
Sevcsenko

Sevcsenko felesége egy amerikai modell, Kristen Pazik. 2002-ben, egy Giorgio Armani afterparty-n találkoztak. 2004. július 14-én házasodtak össze Washingtonban. Olaszul beszélnek egymással. A párnak két közös kisfia van: Jordan (Michael Jordan után elnevezve) 2004. október 29-én, Christian 2006. november 10-én született. A Jordan születése utáni napon Sevcsenko gólt lőtt a Sampdoria ellen. (A Milan ezzel a góllal nyerte meg a találkozót.) Második kisfia születése után -már a Chelsea színeiben- szintén gólt szerzett a Watford ellen. Csapata 4-0-ra győzött.